# Small Montana
Small Montana, de son vrai nom Benjamin Gan, est un boxeur philippin né le 24 février 1913 dans la province de Negros occidental et mort le 4 août 1976 à La Carlota.

## Carrière
Passé professionnel en 1930, il devient champion des poids mouches NYSAC (New York State Athletic Commission)  le 16 septembre 1935 après sa victoire aux points contre Midget Wolgast. Montana conserve son titre aux points face à Tuffy Pierpont le 12 décembre suivant avant d'être à son tour battu par Benny Lynch, champion NBA (National Boxing Association) de la catégorie, le 19 janvier 1937 dans un combat de réunification des titres. Il met un terme à sa carrière de boxeur en 1941 sur un bilan de 81 victoires, 22 défaites et 10 matchs nuls.